# 南阳路聚会所

南阳路聚会所，原址现为上海市静安区南阳路123－145号，是上海地方教会（又名上海基督徒聚会处）于1948年建造的一个大型教会聚会场所，占地4.71亩，建筑面积2,207平方米（大約667.61坪），至少可容纳3,000人，其容量超过上海任何一座教堂，但至今仍被占作他用。倪柝声创办的著名的上海福音书房也设于此。

## 建造背景
1922年，倪柝声在家乡福州创立了地方教会（又名基督徒聚会处、基督徒聚会所或小群）。从1927年到1952年，倪柝声和他的大约200位同工，以上海为中心，陆续在中国南北各地建立了大约700处地方教会。上海教会最初起源于1926年底，在上海公共租界西区新闸路辛家花园汪佩真住处开始了擘饼聚会。1927年3月，原来在南京办《晨光报》的李渊如因为南京事件的影响也来到上海。同年，倪柝声也来到上海加入。1927年，汪家搬到不远处的赓庆里（新闸路944弄），聚会也迁到那里。1928年1月，他们在哈同路文德里（今铜仁路240弄）租赁数间石库门房屋作为聚会所。
此后的20年间，上海教会的聚会地点一直在文德里。信徒逐渐增加到数百人后，租赁的房屋也逐渐从一幢增加到四幢，并且把四幢房子打通，可容纳400人。不过因为结构的原因，柱子不能打掉，因此会所内就不得不保留许多的柱子。楼下是聚会所，楼上是招待所、办公室、长老室等。

由于上海是中国地价最高的地方，以本地信徒的力量，很难建造会所。1933年，倪柝声去英国访问，普利茅斯弟兄会表示，如果上海地方教会走与他们相同的道路，他们愿意出资买地造会所。该提议被倪柝声所拒绝。
1936年，上海地方教会中一位富有的老年女性信徒愿意以半价（3万元）将自己的一块地卖给教会。但是由于该信徒的女儿提出一个条件，要求在将来建成的会所内放置一块石碑，记载这个会所有一半是她母亲奉献的。上海地方教会的长老们，坚持圣经中不记名奉献的原则，宁愿将地退还。于是上海地方教会兴建新会所的计划被搁置下来，3萬元退回上海地方教会的账上、存进银行。不久太平洋战事爆发，日军进占租界。

1942年底，发生倪柝声被上海教会的长老们革除的事件，不久进入租界的日军封闭了上海地方教会。
1946年抗日战争结束后，汪佩真、俞成华从山东请来李常受，帮助恢复上海地方教会。1948年4月，他们又从福州请回倪柝声，倪恢复尽职后，上海教会发生空前的大复兴，发起过数次声势浩大的上街福音游行，又有许多信徒仿照使徒行传中信徒凡物公用的榜样，自愿将财产献给教会，成为当时轰动上海的事件。不久信徒就迅速扩增到数千人。根据1949年以后政府的统计，其中有三分之一的信徒属于知识分子，许多是交通大学和国防医学院的大学生。

## 建造经过
1947年，上海地方教会每次聚会的信徒增加到1,000多人，而文德里四幢房屋打通以后最多只能容纳400人，因此每次聚会时，会所的外面弄堂里、对面福音书房、李渊如住处和其他几个信徒的家里，都坐满了人。聚会时最少要用上十多个扩音喇叭。买地盖造大会所的需要实在日益紧迫。于是上海教会用信徒自愿捐献出来的2,100两黄金，购进距离哈同路不远的南阳路与小沙渡路（西康路）西南角，爱俪园总管姬觉弥小老婆的花园洋房，占地4.71亩，原来的小楼保留下来作为办公、接待等用途，在空地上建造大聚会所。建筑面积2,207平方米。里面可容纳3,000人，外面还可以容纳2,000人。其容量超过了上海任何一座教堂，包括著名的慕尔堂和怀恩堂。
与地方教会在其他各地所建造的聚会所一样，上海南阳路聚会所也完全抛弃了传统的教堂式样，只注重简洁、实用。根据地方教会的信仰，聚会所内不用任何装饰，包括十字架。
南阳路聚会所在1948年底、1949年初投入使用。在会所内负责讲道的主要是张愚之和蓝志一。倪柝声在1948年－1949年忙于进行鼓岭训练，李常受在1949年被派往台湾，俞成华很少在公众场合露面，更擅长于个人面对面的帮助。女性在地方教会中只从事辅助性工作，即使威望甚高的汪佩真、李渊如也不例外：汪佩真仅仅在只有女性信徒的场合工作，李渊如则忙于上海福音书房的出版工作。地方教会另一个显著的特点是信徒参与教会服务的程度很高，从会所外的路口，就有人负责引导，直到会所内的每项服务，都有专人负责。整个上海地方教会按照居住区域被划分为26个分家，每个分家各自都有几名负责人，负责监督和帮助各自分区内的信徒。

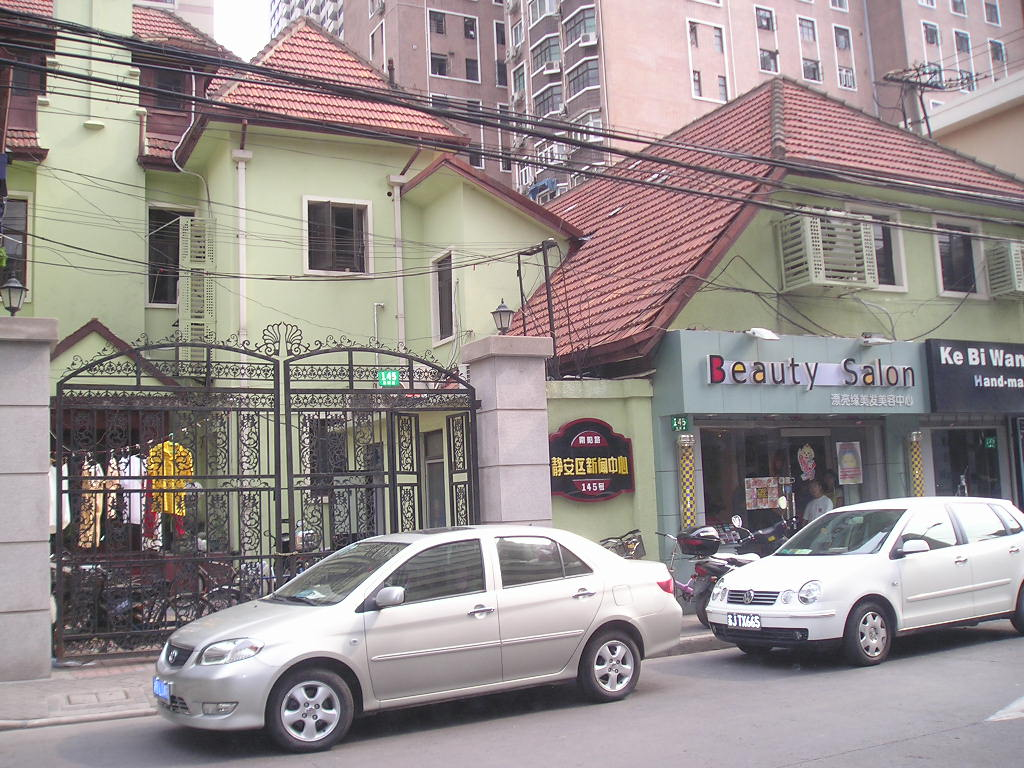
南阳路145号被美容院占用的小洋楼

## 1949年－1956年
1949年以后一段时期内，上海地方教会由于并无外国差会背景，未太受到1950年代初中国反美运动的干扰，在以独特的方式参与了政府组织的爱国运动，如反美游行、政治学习、包括控诉运动后，仍然享有一定程度的宗教自由，可以继续向外传福音，信徒人数仍在稳步增长。
然而，在有外国差会背景的各大教派被顺利纳入三自系统，由政府全面掌控之后，剩下的几个自立性教派——耶稣家庭、真耶稣教会、地方教会和王明道负责的北京史家胡同基督徒会堂，在政府眼中就成了唯一不受控制、因而也就更危险的目标，决心采用强硬手段加以取缔。1952年，耶稣家庭首先遭到镇压。同年4月，倪柝声在东北被秘密被捕。在失踪了4年之后，即1956年，突然在上海召开批斗大会，宣布为倪柝声反革命集团的首犯。此前在1月29日夜，上海地方教会的主要负责人几乎全体被捕，关押在南阳路聚会所进行隔离审查了几个月。俞成华长老在审讯期间病故，汪佩真、李渊如、张愚之、蓝志一则作为倪柝声反革命集团的成员被捕判刑，与倪柝声一同关押进提篮桥监狱。剩下的部分信徒在唐守临、任钟祥、左弗如带领下改组参加三自，许多信徒离开了教会，有些人在受到打击后，停止参加任何形式的聚会；也有许多人不愿参加改组后的教会，自行在家中秘密进行聚会。

## 1958年以后
上述局面维持了只有2年。1958年，南阳路聚会所被要求献给国家，“支援社会主义建设”，原有的聚会被并入在陕西北路怀恩堂的联合礼拜，唐守临被允许参与讲道，其他教会人员则被安排到工厂参加劳动。南阳路聚会所被政府占用，先是被改为新成会堂。1976年，又被改建为静安体育馆。而原有的两座三层小洋楼，曾用于教会办公，后来住进了许多户居民，又被美容院、餐厅占用，现在是一座旅馆。

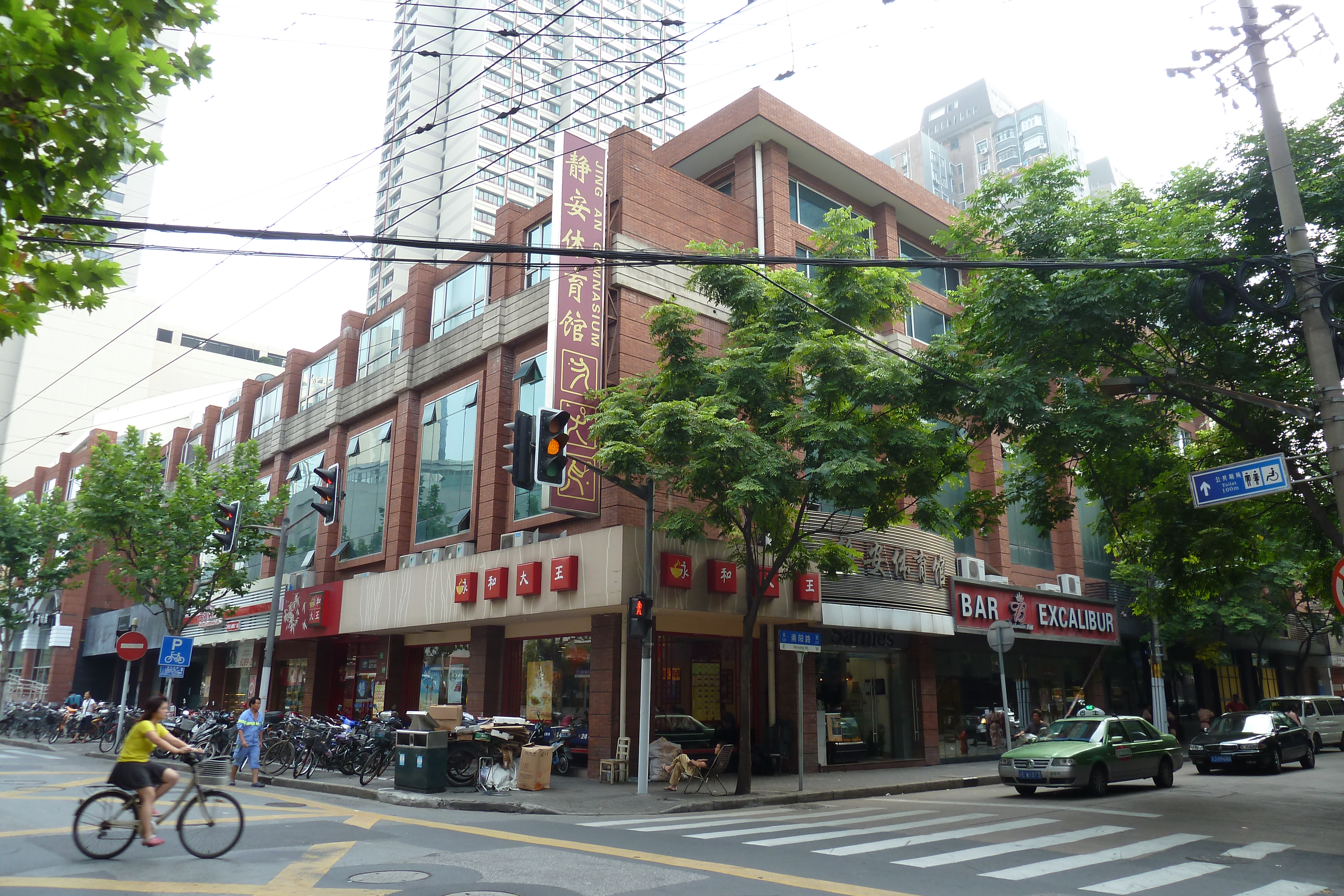
上海南阳路会所（现被改设为「静安体育馆」）

1966年－1979年，所有宗教活动均被列为“四旧”而被禁止，信徒遭受歧视、迫害。1980年代，唐守临、周行义等人恢复上海地方教会的聚会后，曾多次向有关部门要求落实政策归还此会所，但终未成功。聚会只能借别处场地进行。
1990年代，唐守临、周行义等人陆续去世。此后，由于上海市的基督徒人数不断增长，达到1949年以前的数倍之多，而聚会场所的数量却不足以往的十分之一，已开放的每座教堂均人满为患，于是上海市基督教两会提出申请，要求归还这座上海市容量最大的聚会场所。
最后在2004年，静安区政府与市基督教“两会”签订了经济补偿协议，市基督教“两会”得到经济补偿后，放弃对该会所的产权要求。该会所属于上海市未能落实政策的3%的宗教房产之列。